# Беренс, Хильдегард
Хильдегард Беренс (нем. Hildegard Behrens; 9 февраля 1937, Фарель — 18 августа 2009, Токио) — немецкая оперная певица (сопрано). Прославленная исполнительница ролей в операх Вагнера, Штрауса, Яначека, её называли Дузе оперной сцены.

## Биография и творчество

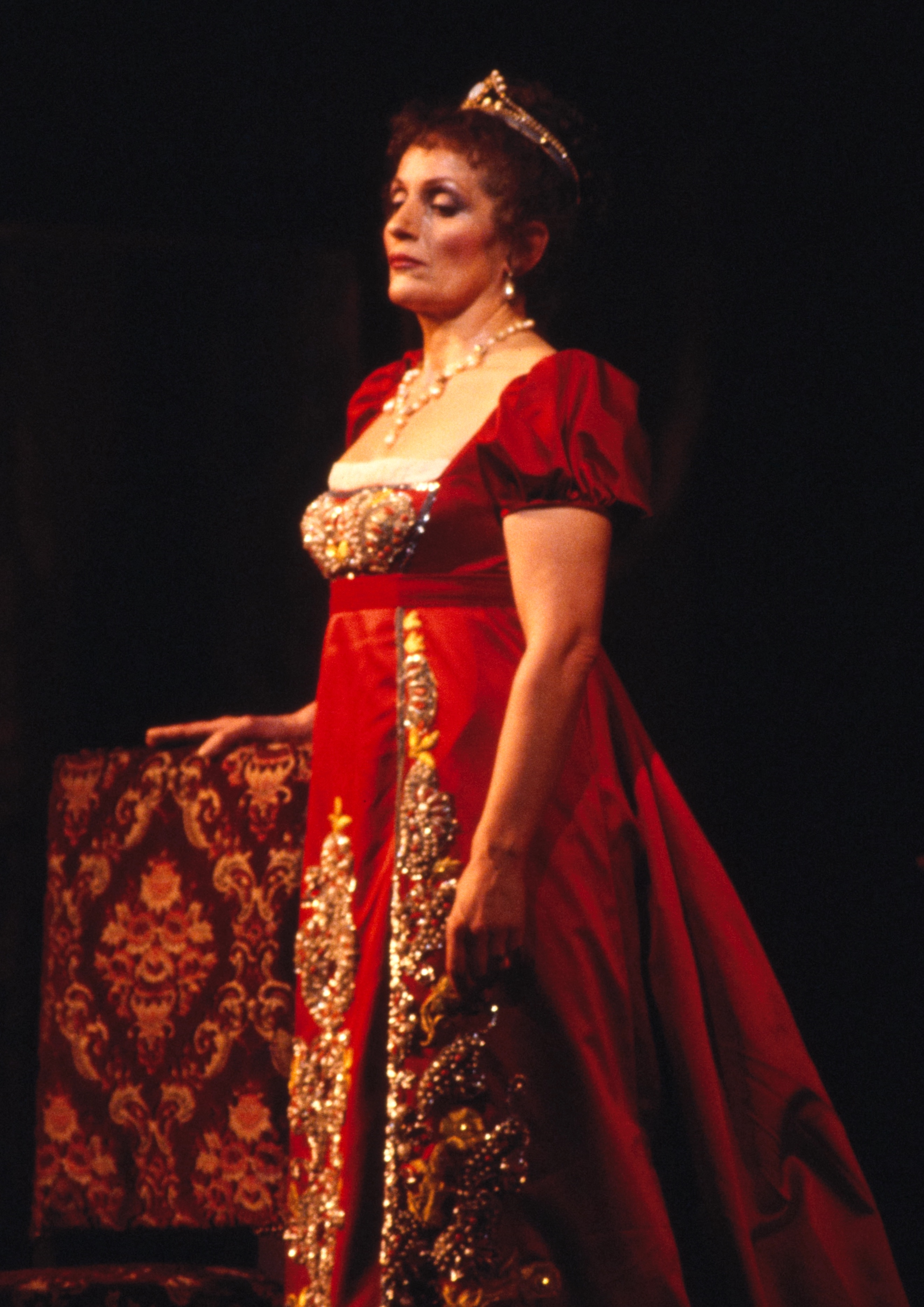
Беренс в роли Тоски в Метрополитен-опера, 1985 год

Родилась в семье медиков, увлеченных музыкой, младшая из шестерых детей. Училась игре на скрипке (каждый ребёнок в семье осваивал свой инструмент). Окончила юридический факультет Фрайбургского университета. Затем училась пению во Фрайбургской академии музыки.
Дебютировала в роли Розины в опере Моцарта Свадьба Фигаро (1971), в следующем году была принята в Немецкую Рейнскую оперу (Дюссельдорф). В 1976 дебютировала в Ковент-Гардене в опере Бетховена Фиделио (Леонора) и в Метрополитен Опера в опере Пуччини Плащ (Джорджетта).
В 1975—1976 годах выступала в опере Альбана Берга Воццек (Мария), была замечена Караяном, который пригласил её на роль Саломеи в одноименной опере Рихарда Штрауса, представленной им на Зальцбургском фестивале (1977). Позднее пела партию Императрицы в опере Штрауса Женщина без тени.
Впоследствии выступала в опере Вебера Вольный стрелок (Агата), операх Рихарда Вагнера (Брунгильда в Кольце Нибелунга, Изольда в Тристане и Изольде, Эльза в Лоэнгрине, Сента в Летучем голландце), Р.Штрауса (Электра в одноименной опере). Пела партию Енуфы в одноименной опере Яначека, Кати Кабановой в его одноименной опере, Эмилии Марти в его же Средстве Макропулоса, Катерины Измайловой в Леди Макбет Мценского уезда Шостаковича. Лучано Берио написал в расчете на неё главную роль в опере Хроника местности, поставленной в 1999 на Зальцбургском фестивале.
Работала с крупнейшими дирижерами и оркестрами Европы и США. Среди записей партии Изольды (дир. Бернстайн, Philips), Марии в"Воццеке" (дир. Аббадо, DG) и др.
Скончалась в больнице Токио, куда приехала выступать с лекциями, от аневризмы аорты. Похоронена на родине в Фареле.

## Признание
Премия Грэмми (1990), премия Леони Соннинг (1998), премия Герберта фон Караяна (2003), Орден «За заслуги перед Федеративной Республикой Германия».